# 塔里克·阿里
塔里克·阿里（英語：Tariq Ali，1943年10月21日—），巴基斯坦裔英国政治活动家、作家、记者、历史学家、电影制片人和公共知识分子。他是《新左派评论》和《无许可》编辑委员会成员，并为《卫报》和《伦敦书评》等撰稿。他曾在牛津大学埃克塞特学院学习哲学、政治学和经济学。